# 張舒涵
張舒涵（1983年11月24日—），台灣花式撞球職業選手，外號「人氣小天后」，2010年錄取美國職業撞球WPBA資格，成為台灣選手第三人。

## 年度總冠軍賽

### 2007女子職業撞球大賽
| 站別     | 冠軍        | 亞軍   | 季軍                            |
| 一       | 柳信美      | 賴慧珊 | 林沅君、濱西由希子（ 日本）     |
| 二       | 金佳映（ ） | 柳信美 | 周婕妤、Amit Rubilen（ 菲律賓） |
| 三       | 林沅君      | 林倍君 | 柳信美、賴慧珊                  |
| 總冠軍賽 | 金佳映（ ） | 蔡佩真 | 張舒涵、柳信美                  |

### 2009女子職業撞球大賽
| 站別     | 冠軍   | 亞軍   | 季軍                |
| 一站     | 周婕妤 | 蔡佩真 | 金佳映（ ）、張舒涵 |
| 二站     | 林沅君 | 柳信美 | 周婕妤、張舒涵      |
| 三站     | 周婕妤 | 柳信美 | 蔡佩真、張舒涵      |
| 總冠軍賽 | 周婕妤 | 賴慧珊 | 張舒涵、林沅君      |

### 2010女子職業撞球大賽
| 站別     | 冠軍   | 亞軍   | 季軍           |
| 一站     | 蔡佩真 | 林沅君 | 賴慧珊、周婕妤 |
| 二站     | 周婕妤 | 張舒涵 | 林筱琦、譚禾耘 |
| 三站     | 林沅君 | 譚禾耘 | 周婕妤、張舒涵 |
| 總冠軍賽 | 林沅君 | 周婕妤 | 譚禾耘、張舒涵 |

## 比賽成績
- 2003年全國運動會撞球項目女子組9號球個人賽金牌
- 2004年東京9號球公開賽女子組亞軍
- 2004年總統盃全國撞球錦標賽女子組季軍
- 2004年世界女子花式撞球錦標賽第17名
- 2004年全國女子年度排名第一
- 2005年安麗盃世界女子花式撞球邀請賽第9名
- 2001年全國女子年度排名第二
- 2006年安麗盃世界女子花式撞球錦標賽第9名
- 2006年全國女子年度排名第二
- 2007年安麗盃世界女子花式撞球錦標賽第9名
- 2007年全國運動會撞球項目女子8號球個人賽金牌
- 2007年全國運動會撞球項目女子9號球個人賽銀牌
- 2007年第40屆崎全日本尼崎公開賽女子組冠軍
- 2007年澳門亞洲室內運動會女子9號球個人賽金牌
- 2007年全國女子年度排名第一
- 2008年鹿城盃中國女子九球精英賽冠軍
- 2008年安麗盃世界女子花式撞球錦標賽第9名
- 2009年安麗盃世界女子花式撞球公開賽季軍
- 2010年安麗盃世界女子花式撞球公開賽季軍
- 2010年美國WPBA女子職業撞球亞軍
- 2010年亞洲女子職業撞球排名第一

## 代言
- 2007年「羅亞戴蒙(ROYAL DAMON)白鋼珠寶」廣告代言人》[1]
- 2007年「Guinness亞洲9號球巡迴賽」形象代言人》[2]
- 2008年「羅亞戴蒙(ROYAL DAMON)白鋼珠寶」廣告代言人
- 2008年「Guinness亞洲9號球巡迴賽」形象代言人
- 2010年「星城Online」年度代言人
- 2010年「慕克斯機油(MUXX)www.ckoil.com.tw」年度形象代言人

## 廣告
- 2007年「羅亞戴蒙(ROYAL DAMON)白鋼珠寶」戰勝自我篇
- 2007年「羅亞戴蒙(ROYAL DAMON)白鋼珠寶」愛情99篇

## 注
1. ↑  .   [2008-06-05]. （原始内容存档于2008-04-09）.

## 外部連結
- 張舒涵圖像
- 張舒涵代言慕克斯機油網站 （页面存档备份，存于）